# Diomedes Díaz
Diomedes Díaz Maestre (La Junta, La Guajira, 26 de mayo de 1957-Valledupar, Cesar, 22 de diciembre de 2013) fue un cantautor y compositor colombiano vallenato. 
En el aspecto musical, Diomedes Díaz es el mayor vendedor de discos en la historia del vallenato, por lo que ha sido considerado uno de los máximos exponentes de dicho género. Conocido por álbumes como Título de Amor o mi biografía, el cual es el más vendido de la historia del Vallenato. En el año 2010 ganó el premio Grammy Latino en la categoría Cumbia/Vallenato con el álbum musical Listo Pa' La Foto. Se le conoció como El Cacique de La Junta, apodo que le otorgó el cantante Rafael Orozco por el lugar de su nacimiento.

## Biografía

### Inicios
Diomedes Díaz comenzó su vida musical desde muy temprano en su niñez, en zona rural de Carrizal, corregimiento de La Junta, jurisdicción del municipio de San Juan del Cesar en La Guajira. A los diez años de edad, creció en medio de una familia humilde campesina. La inspiración y guía de Diomedes en la música fue su tío por parte de madre, el compositor Martín Maestre.

### Primeras composiciones
Según el periodista Alberto Salcedo Ramos, cuando Diomedes era niño, hacía las veces de espantapájaros para proteger los campos de maíz de los pájaros y para no aburrirse cantaba e intercambiaba sus cantos a manera de trueque con indígenas de la finca contigua a cambio de café.
El primer amor de Diomedes, una joven llamada Melida, fue quien le inspiró a componer sus primeras canciones. Diomedes intentaba también incursionar en el canto, pero a manera de burla obtuvo el apodo de "El chivato" por su timbre de voz en época de pubertad. Además aprendió a tocar la guacharaca y a versear. De Carrizal era llevado a Villanueva a que cursara estudios primarios en el Liceo Colombia. Durante su estancia en Villanueva, un amigo de la infancia accidentalmente le dio una pedrada en el ojo derecho mientras intentaban bajar mangos de un árbol, el cual terminó perdiendo y quedó tuerto.
De Villanueva fue llevado a Valledupar para que estudiara secundaria, presentando exámenes en el Colegio Nacional Loperena y en el Instituto Técnico Industrial Pedro Castro Monsalvo (INSTPECAM) pasando en ambos, pero eligiendo quedarse en el INSTPECAM, jornada diurna. Fue durante esta época de estudiante del INSTPECAM cuando Diomedes se conoció con el cantante Rafael Orozco, quien era estudiante del Colegio Nacional Loperena y quien lo bautizó "El Cacique de La Junta". Para ayudar con su sustento, trabajó como jardinero en una casa del barrio Novalito y luego dejó sus estudios para ser mensajero de la emisora Radio Guatapurí siendo gerente Manuel Pineda Bastidas, quien le dio una bicicleta para que le hiciera los recados, pero Diomedes nunca aprendió a usarla. Alternó sus trabajos con sus estudios en el Colegio Nacional Loperena, jornada nocturna, donde llegó a cursar hasta quinto de bachillerato.
La intención de Diomedes de trabajar en Radio Guatapurí era la de una vez dentro, hacer amistad con los locutores y Disc jockeys para que pusieran a sonar el disco que contenía su composición La negra, la cual había sido grabada recientemente por Luciano Poveda y Jorge Quiroz. Diomedes permaneció en Radio Guatapurí por ocho meses, pero debido a que se demoraba haciendo los mandados sin saber manejar la bicicleta, fue despedido.
De su amistad con Rafael Orozco surgió la grabación del tema Cariñito de mi vida, que consolidó a Diomedes como compositor y a Orozco como cantante junto al acordeonero Emilio Oviedo. Mediante un saludo en la canción "Cariñito de mi vida", Orozco le acuñó e inmortalizó el apodo de "El Cacique de La Junta" a Diomedes.
Diomedes continuó ejerciendo varios oficios, pero siempre tratando de relacionarse con artistas vallenatos, incluso trabajando como utilero, recogiendo cables y ajustando el sonido de los micrófonos de la agrupación de Los Hermanos López. Por consejo de su tío Martín, Diomedes empezó a incursionar en el canto. El acordeonero de Los Hermanos López, Elberto "El Debe" López también permitía a Diomedes cantar las últimas tandas de sus presentaciones en vivo.
Su paso por el Caribe dejó huella, tanto así que probó a cajeros y acordeoneros de la región, tal es el caso del cajero Machicha de Arjona, a quien invitó a montarse en la tarima. 
En 1975, Jorge Oñate y Colacho Mendoza le grabaron la canción Razón sentimental en el álbum Los dos amigos.

### Participación en el Festival de la Leyenda Vallenata (1976)
En 1976 Diomedes participó en el concurso de "Rey de la canción inédita" del Festival de la Leyenda Vallenata, ocupando el tercer puesto con su canción Hijo agradecido. El concurso fue ganado por Julio Oñate Martínez con el tema La Profecía. Este festival se llevó a cabo del 26 al 30 de abril.
Según su amigo Jaime Hinojosa Daza, Diomedes estaba pasando dificultades económicas y vendió un bulto de limones en el mercado de Valledupar para comprar un casete y con grabadora prestada compuso la canción. El casete lo presentó ante organizadores del concurso luego partió hacía Carrizal porque no tenía dinero para mantenerse en Valledupar por lo que escuchó los resultados del concurso a través de Radio Guatapurí y así se enteró de que le dieron el tercer puesto. A la mañana siguiente partió hacia Valledupar para reclamar el premio. Su novia de ese entonces "la Negra" Sarmiento terminó con el trofeo que le dieron como premio, el cual aún conserva. 
Este mismo año, Jorge Oñate y Colacho Mendoza grabaron la composición de Diomedes llamada Razón profunda en el álbum Únicos.
En la categoría "Rey Vallenato Acordeón Profesional" resultó ganador el acordeonero Nafer Durán, quien contactó a Diomedes mediante el entonces director artístico de Codiscos Emilio Oviedo, para que realizaran una grabación juntos.

### Náfer Durán (1976)
Un mes después del Festival Vallenato, Diomedes y Nafer Durán en su acordeón grabaron en Medellín el LP Herencia vallenata bajo el sello Codiscos (De la costa), álbum que incluyó la canción de su autoría El Chanchullito, compuesto para su compañera Patricia Acosta. 
Náfer por su parte incluyó tres temas de su autoría; Pobre negro, Teresita y La invitación. Este LP contiene los temas: Herencia vallenata de Sergio Moya Molina; Recuerdos de la montaña de Sergio Carrillo; Laura de Jaime Hinojosa Daza, quien participó en los primeros contactos entre Diomedes y Náfer; Mi futuro del compositor Hernando Marín; No me olvides de Bolívar Urrutia; y Morenita de la autoría de Miromel Mendoza y Eliana Catalán.
A pesar de que esta producción musical no tuvo gran éxito, sirvió para dar a conocer a Diomedes como cantante. En esta época, el mercado de música vallenata estaba copado por Jorge Oñate, Los Hermanos López y Los Hermanos Zuleta.

### Elberto "El Debe" López (1976-1977)
Luego con Elberto "El Debe" López grabó los LP, Tres canciones en 1976 y De Frente en 1977. Diomedes viajó inicialmente desde Valledupar a Bogotá donde el productor Gabriel Muñoz de la CBS (actual Sony Music) le hizo una audición de seis minutos con el tema Cristina Isabel y al reconocer el talento de Diomedes decidió grabarle.
Para el álbum Tres canciones Diomedes y López grabaron los temas Cristina Isabel de Edilberto Daza; El engaño del tío de Diomedes, Martín Maestre; Mi cariño de Manuel Martínez Emiro; Surgió una voz de Luis Segundo Sarmiento; Ay, hombe, morenita de Álvaro Cabas Pumarejo; No se justifica de Rodrigo Álvarez Hinojosa; Nuestra vida de José Hernández Maestre; Ventana de cristal del compositor guajiro Hernando Marín; Amor sin martirio de Rafael Sánchez Molina y Placer y pena de José Francisco Mejía. Diomedes incluyó dos temas de su autoría en esta producción musical; Celos con rabia y Tres canciones. 
Según El Heraldo, este álbum junto a "El Debe" López estuvo entre los éxitos de su carrera musical.
Para el LP De frente Díaz y “El Debe” López incluyeron los temas: El aguinaldo de Rafael Díaz; La despedida de Julio García; Frente a mí del compositor patillalero Octavio Daza; Me deja el avión de Héctor Zuleta; Mi mortificación de Martín Maestre; La montañita de Fabio Zuleta Díaz; La mujer es parte débil de Casimiro Lagos; Ejemplo de Dios de Rodrigo Álvarez; La incorregible del compositor Sergio Moya Molina y El ciruelito de Luis Segundo Sarmiento. Diomedes incluyó dos temas compuestos por él; La pollita y Mi profecía.
En 1977, Diomedes contrató como su mánager a Dagoberto Suárez, quien permanecería en la agrupación hasta 1985.
Este mismo año Juan Piña y el acordeonero Juancho Rois grabaron el álbum El Fuete, en el cual incluyeron la canción de Diomedes titulada La morriña. También le grabaron composiciones Jorge Oñate y "Colacho" Mendoza; la canción Noble corazón en el álbum Silencio y la canción Mañana primaveral en el LP titulado En la cumbre.

### Juancho Rois (1978)
Diomedes Díaz alcanzaría reconocimiento en 1978 con el álbum La locura, que grabó con el acordeonero Juancho Rois, también oriundo del municipio de San Juan del Cesar. 
Diomedes grabó dos temas de su autoría; El alma en un acordeón y La carta; también incluyeron un tema de su tío Martín Maestre titulado Me mata el dolor. Otros temas incluidos fueron La piedrecita de la autoría de Sergio Moya Molina; dos canciones de Hernando Marín, Lluvia de verano y Acompáñame; Amores escondidos de Mario Zuleta; Sol y luna de Fabio Zuleta Díaz; Novia celosa de Rafael Gregorio Díaz: Mateo Torres con la canción La egoísta; Lo más bonito de Roberto Calderón y Vendo el alma de Héctor Zuleta Díaz.
Según El Heraldo, este álbum junto a Juancho Rois estuvo entre los éxitos de su carrera musical. A pesar del éxito que alcanzaron con este álbum, a Juancho Rois le molestaba la personalidad de Diomedes y dentro de la agrupación había diferencias personales entre los miembros por lo que decidió salir del grupo.

### Colacho Mendoza (1978-1984)
Diomedes afianzaría su éxito regional con acordeoneros como Nicolás "Colacho" Mendoza y luego hacia el interior de Colombia a principios de la década de 1980, sobre todo por el despliegue que les dio su sello discográfico, la CBS que incluyó comerciales en cadena nacional. Para esta época, en Bogotá ya se había consolidado el Binomio de Oro, conformado por su amigo Rafael Orozco y el acordeonero Israel Romero y entraron a competirle el mercado. La unión de Diomedes con "Colacho" se dio tras una propuesta de Diomedes en la que intervino el mánager Dagoberto Suárez quien contacto al acordeonero durante una parranda en el sur de La Guajira.

"En estudio no se limitaba a cantar, sino que incorporaba elementos. Cantaba lo que la gente quería escuchar. No grababa nada extraño o difícil de asimilar, porque estaba inmerso en el pueblo, así que hablaba su lenguaje con mucha facilidad".
- Luis Alberto Laverde, director comercial de Sony Music, sobre cómo Diomedes seleccionaba canciones y las grababa.

El primer álbum de Diomedes y "Colacho" fue Dos grandes que fue lanzado al mercado en 1978. Este álbum incluyó los temas El gavilán mayor de la autoría del compositor Hernando Marín; Señor gerente del compositor Rafael Escalona; Mi memoria del juglar Leandro Díaz; Negrita linda de Isaac Carrillo; la canción María de Edilberto Daza; Orquídea colombiana de Lino Amaya; Firme como siempre de Héctor Zuleta Díaz, Buena mujer de Martín Maestre y las canciones El quedao y Así es la vida de Romualdo Brito. Diomedes incluyó un tema de su autoría titulado Despedida de soltero.
El tema El gavilán mayor fue grabado por Diomedes para honrar a su amigo Raúl Gómez Castrillón, alias "Gavilán Mayor", quien fue uno de los primeros traficantes de marihuana o "marimberos" que tuvo la Costa norte de Colombia.
Al año siguiente, en 1979, Diomedes y "Colacho" grabaron el trabajo discográfico Los profesionales que incluyó la canción El limoncito de Martín Maestre; Penas de un soldado de Héctor Zuleta Díaz; Consuelo de Rafael Escalona; Yo soy el indio de Romualdo Brito; Mary Bolívar de Jaime Hinojosa Daza; Grandes compositores de Fernando Dangond Castro; Sanadresana de Octavio Daza, Rosita de Amador Castillo y Amor ausente de la autoría de Armando León Quintero. Diomedes incluyó dos canciones de su autoría; El profesional y El 9 de abril.
Este mismo año Diomedes y Colacho realizaron su primera apariciones en el El show de Jimmy de Do Re Creativa Tv, regresando al programa en 1980.
La tercera producción musical con "Colacho" fue publicada en 1980 y titulada Para mi fanaticada. Diomedes incluyó sus canciones Para mi fanaticada y Mi casa risueña. También incluyeron los temas Camino largo de Gustavo Gutiérrez Cabello; Margarita de Armando Díaz Zabaleta; Buscando un nido del compositor Freddy Molina; La juntera de Marciano Martínez; Mensaje de Navidad de Rosendo Romero; las canciones Palabra sagrada y Penando en vida de Calixto Ochoa; El romancero de Roberto Calderón Cujía y El errante de Máximo Móvil. Según El Heraldo, el álbum Para mi fanaticada junto a Colacho Mendoza estuvo entre los éxitos de su carrera musical.
En 1980, Diomedes y "Colacho" grabaron el LP, Tu serenata con dos canciones de su autoría; Tu serenata y Penas de un hogar. Las otras canciones incluidas fueron El palomo del compositor Dagoberto Suárez; Fantasía de Rosendo Romero; Que me mate el dolor de Máximo Móvil; La tierra tiene sed de Octavia Daza; El mal informado de Rafael Escalona; el tema Sueño triste de Calixto Ochoa; El cantor de Villanueva de la autoría de Fabio Zuleta Díaz; la canción Regresa del compositor Fernando Dangond Castro y Lo que quiera de Edilberto Daza.
El álbum Con mucho estilo fue grabado en 1981 con un tema de Diomedes dedicado a su padre Rafael María Díaz titulado A mi papá y otro llamado Bonita inspirado en su esposa Patricia Acosta. En la producción también incluyeron las canciones: Lo mismo me da de Armando Zabaleta; El invencible de Hernando Marín; el tema Un detalle del compositor Roberto Calderón; La gotera de Romualdo Brito; Zunilda de Luis Enrique Martínez; La vida cambia de Edilberto Daza; dos de Calixto Ochoa tituladas Amorcito consentido y Chispitas de oro; y Son montañero de Rosendo Romero.
En 1982, Diomedes y "Colacho" grabaron el álbum Todo es para ti, en la que Diomedes incorporó dos temas de su autoría; Te quiero mucho y Una de mis canciones. Los otros temas incluidos fueron: Todo es para ti de Calixto Ochoa; Bajo el palmar de Crispín Rodríguez; El bozal, canción del compositor Leandro Díaz; Simulación de Rafael Manjarrez ; Vuelve pronto del médico y compositor Fernando Dangond Castro; Sufro por ella de Freddy Molina; Soy amigo de Marciano Martínez; Fulano de tal de Edilberto Daza y La garra de la autoría de Armando Zabaleta.
Al siguiente año grabaron el álbum Cantando con los temas Esperanza de José María Coronado; El medallón de Rafael Escalona; Por amor a Dios y Myriam de Calixto Ochoa; Paisana mía de Edilberto Daza; Siempre contigo de Máximo Móvil; Las cosas del amor de Marciano Martínez y Cardón guajiro de Leandro Díaz. Diomedes grabó dos tema de su autoría tituladas Cantando y Te necesito, mientras que "Colacho" incluyó la canción Alma enamorada de su autoría.
En 1983, ante la ausencia temporal de "Colacho" por compromisos fuera de Colombia, Diomedes grabó un programa junto al cantautor y acordeonero Alfredo Gutiérrez para El show de las estrellas de Jorge Barón Televisión. En el show ambos artistas tenían previsto interpretan juntos sus mejores éxitos, sin embargo un apagón en Bogotá que afectó los estudios solo permitió que grabaran el tema Cantando.
La última producción musical de Diomedes junto a "Colacho" fue El mundo en 1984, álbum que incluyó los temas Felicidad perdida de José Hernández Maestre; Por amor de Marciano Martínez; Hombre parrandero de José Vicente Muniver; Hoy me voy de Manuel Escobar; De la misma manera de Camilo Namén; Compadre querido de José María Coronado; Se te nota en la mirada de Gustavo Gutiérrez Cabello y El Mundo de Calixto Ochoa. Diomedes incluyó tres temas de su autoría; Mi muchacho inspirada en Rafael Santos Díaz, Señora tristeza y La Rasquiñita. Diomedes envió un saludo en el tema El mundo a Ricardo Palmera, antes de que se convirtiera tiempo después en el jefe de las FARC y asumiera el alias de "Simón Trinidad".

### Cocha Molina (1985-1987)
Luego de seis años de ser pareja musical con Colacho Mendoza, en 1985 Diomedes formó agrupación musical con el acordeonero Gonzalo Arturo "El Cocha" Molina. Su primera producción discográfica juntos fue titulada Vallenato e incluyó los temas Alma herida de Gustavo Gutiérrez Cabello; Vuelve conmigo de Marciano Martínez; La escoba nueva de José Vicente Muniver; Mi único consuelo de José Hernández Maestre; Algo de tu parte de Marco Díaz Alarza; 'No sé qué tienes tú de Jacinto Leonardo Vega; Joselina Daza del juglar Alejandro Durán y El mejor consuelo de Edilberto Daza. Diomedes incorporó tres de sus canciones; Dos claveles, Camina y El gallo y el pollo. La canción El gallo y el pollo fue compuesta por Diomedes en honor a Cocha Molina.
El 30 de agosto de 1985, Diomedes y "El Cocha" recibieron disco de oro por parte de CBS Venezuela, por las millonarias ventas logradas. El premio le fue entregado durante una presentación en Super Sábado Sensacional, en los estudios de Venevisión.
Al año siguiente, en 1986 Diomedes y "El Cocha" grabaron el álbum Brindo con el alma en el incorporaron la canción Sin medir distancias de Gustavo Gutiérrez Cabello; Los sabanales de Calixto Ochoa; El inventario de la autoría de Alejandro Durán; Cuando me voy de Jacinto Leonardi Vega; Señora Caracas de Romualdo Brito; Pasajeros de la vida de Marciano Martínez; La dueña de mi canto de Edilberto Daza y Morenita de Rafael Gregorio Díaz. Diomedes grabó tres canciones de su autoría; Ayúdame a quererte, Brindo con el alma y Sin ti. En la canción Sin ti, Diomedes envió un saludo al narcotraficante Samuel Alarcón, miembro del Cartel de la Costa, igualmente en la canción Sin medir distancias mencionó a su amigo, el narco Felipe Eljach.
En 1987 fue grabada la producción musical Incontenibles que contuvo los temas Si te vas te olvido de Gustavo Gutiérrez Cabello; Capullito de Calixto Ochoa; Honda herida del compositor Rafael Escalona; Tú y la gente de Marcos Díaz; los dos temas El líder y No pierdo la fe del compositor Marciano Martínez; Ni lo intentes de Máximo Móvil y Creo en el destino de Edilberto Daza. Diomedes incorporó tres temas de su autoría; Por no perderte, La excusa y Tu cumpleaños. A 2015, la canción Tu cumpleaños se popularizó tanto en Colombia, según datos de la aplicación Spotify, que se escuchaba más que el tradicional tema Cumpleaños feliz (Happy Birthday To You) y se volvió una canción clásica en celebraciones de cumpleaños.

### Juancho Rois (1988-1994)
En 1988 Diomedes volvió a unirse con el acordeonero Juancho Rois y grabaron el álbum Ganó el folclor que incluyó los temas Gaviota herida de Efrén Calderón; El parquecito de Calixto Ochoa; Páginas de oro de Hernán Urbina Joiro; Ganó el folclor de Roberto Calderón; Déjame llorar de Reinaldo "Chuto" Díaz; El pintor composición de Adolfo Pacheco; Los recuerdos de ella de Elbert Díaz; Obsesión de Marciano Martínez y Mensaje aventurero de Máximo Móvil. Diomedes grabó dos canciones de su autoría; La batalla y Rayito de amor. 
Diomedes volvió a presentarse en el El show de Jimmy de Do Re Creativa Tv y esta vez al lado de Juancho. Volverían a promocionar sus discos en el programa en una emisión de 1989.
El El cóndor herido fue grabado en 1989 por Diomedes y "Juancho", incluyendo tres canciones de la autoría de Diomedes; El cóndor herido compuesta a su esposa Patricia Acosta, El besito y Mi compadre. Otros temas grabados fueron: Dime qué pasará de Efrén Calderón; Corazón alegre y María Esther de Calixto Ochoa; No era el nido de José Alfonso "El Chiche" Maestre; Aquí están tus canciones del compostior Hernán Urbina Joiro; Amigos míos de la autoría de Gustavo Gutiérrez Cabello; La vecina de Máximo Móvil y Usted del compositor Marciano Martínez.
En 1990 Diomedes y Juancho grabaron el álbum Canta conmigo con la canción Lucero espiritual de la autoría de Juancho Polo Valencia; El sentir de mi pueblo de Marciano Martínez; Era como yo de Efrén Calderón; Canta conmigo del compositor Hernando Marín; Milagro de Dios de Romualdo Brito; Romántico de José Alfonso "El Chiche" Maestre; Llegó el verano de Gustavo Gutiérrez Cabello y Palomita volantona de Calixto Ochoa. Diomedes grabó tres temas de su autoría tituladas Noche de amor, Las notas de Juancho y Adiós lunarcito.
Al año siguiente, en 1991, Diomedes y Juancho grabaron la producción musical titulada Mi vida musical con los temas Doblaron las campanas de Efrén Calderón; Parranda, ron y mujer y El corte del compositor Romualdo Brito; Hasta el final de la vida de Aurelio Núñez; Marleny de Juancho Polo Valencia; El culpable soy yo de José Alfonso "El Chiche" Maestre; La voz del pueblo de Calixto Ochoa; No intentes de Omar Geles y Mis amores de Héctor Zuleta Díaz. Diomedes grabó dos canciones suyas tituladas Mi ahijado y Mi vida musical.
El álbum El regreso del cóndor fue grabado en 1992 por Diomedes y Juancho, grabando las canciones; El verdadero culpable de José Alfonso "El Chiche" Maestre; Eso no es na de Romualdo Brito; No más cadenas del compostiro Efrén Calderón; La vida de la autoría de Luis Núñez; El mundo se acaba de Teodoro López; La falla fue tuya del compositor y acordeonero Omar Geles; El desquite de Romualdo Brito y el tema Shio shio de Víctor Moreno. Juancho incluyó un tema de su autoría titulado Yo soy el que te quiere, mientras que Diomedes grabó dos canciones suyas llamadas El regreso del cóndor y Mis mejores días.
En 1993 lanzaron el álbum Título de amor con dos temas de la autoría de Diomedes; Mi primera cana y Título de amor; y Juancho incluyó su tema Dejala. Los otros temas grabados fueron: Conmigo si te va a da de Aurelio Núñez; Ven conmigo del compositor Luis Egurrola; Mujereando de Romualdo Brito; Necesito tu amor de Jorge Valbuena; Mi compadre se cayó de Alejandro Durán; El mártir de José Alfonso "El Chiche" Maestre; Tú eres la reina de Hernán Urbina Joiro y Amarte más no puedo de Marciano Martínez. Diomedes y Juancho Rois recibieron disco de oro por su disquera la Sony Music por haber superado las 600 mil copias vendidas del álbum Título de amor, convirtiéndose en la producción musical más vendida de Diomedes y Juancho.
En esta época, Diomedes pagó 45 millones de pesos a un dentista para que le incrustara un diamante en uno de sus dientes posteriores. El diamante de 4.61 mm por 2.70 mm y 0.39 quilatesde peso, fue importado de la India a Colombia por un costo de 20 millones de pesos, diamante que se convertiría en una de las características más distintivas de Diomedes. Diomedes había sido objeto de burlas por parte de locutores, al ver al cantante sin un diente en la carátula del álbum Tres canciones.
Este mismo año, Diomedes recibió un título honoris causa del colegio 'Hugues Manuel Lacouture' ubicado en La Junta, y como ya se había convertido costumbre en él, llegó tarde a la ceremonia, cuando ya no había ningún asistente.
En 1994, Diomedes y Juancho nuevamente generaron superventas con el álbum 26 de mayo superaron la cifra de 150 mil copias vendidas y 450 mil pedidas por almacenes de música. En esta producción incluyeron temas Al final del sendero de Luis Egurrola; Perro sinvergüenza de Franklin Moya Molina; Cuna pobre de Edilberto Daza; el tema La plata de la autoría de Calixto Ochoa; Si te vas, adiós de Fabián Corrales y Gracias señor de Jorge Valbuena. De la autoría de Diomedes fueron grabados los temas: Buenas tardes, ¿Por qué razón?, 26 de mayo y La doctora. Juancho incluyó su canción Yo soy mundial que fue grabada en ritmo tropical en honor a la Selección de fútbol de Colombia durante las eliminatorias al Mundial de Estados Unidos de este año.
Diomedes y Juancho lograron llenar el Madison Square Garden en Nueva York y llenaban estadios en Colombia y Venezuela.
La unión terminó con la intempestiva muerte de Juancho Rois el 21 de noviembre de 1994 en un accidente aéreo en Venezuela mientras se encontraban de gira. Existen dos versiones; una que afirma que Diomedes perdió el vuelo y otra que el cantante no quiso ir a la fiesta donde unos narcos habían ofrecido mucho dinero por ir.

### Iván Zuleta (1995-1998)
Tras la muerte de Juancho Rois, Diomedes formó pareja musical con el joven acordeonero Iván Zuleta, quien tenía solo 18 años de edad, pero perteneciente la dinastía del juglar Emiliano Zuleta Baquero, el compositor Héctor Zuleta Díaz y Los Hermanos Zuleta. Con gran talento para versear y diestro en el acordeón, en 1995 Iván Zuleta grabó junto a Diomedes el álbum Un canto celestial con el cual se le rindió tributo al fallecido Juancho Rois. Este álbum incluyó los temas Un canto celestial, Gracias por quererla de la autoría de Diomedes y No comprendo de Juancho Rois; además las canciones: No tiene na' de Romualdo Brito; Amor de mi juventud de Luis Egurrola; En buenas manos de Mario Zuleta; Así no se puede vivir de Calixto Ochoa; Manguito biche de Edilberto Daza; Volvamos de Fabián Corrales; Me acompañó la suerte de Jorge Valbuena y El Cambio del compositor Vicente Munive.
En 1996 grabaron Muchas gracias con los temas Se está pasando el tiempo de Luis Egurrola; Hay amores de Marciano Martínez; Con la misma vaina de Romualdo Brito; La suerte está echada de Hernán Urbina Joiro; La pretenciosa de Mario Zuleta; la canción Así me hizo Dios del compositor Fabián Corrales; Me mata mi Maye de Lisandro Meza; Duerme conmigo esta noche de José Alfonso "El Chiche" Maestre y Has cambiado de Jorge Valbuena. Juancho Rois incluyó su tema Aunque no quieran, mientras que Diomedes incluyó dos de sus canciones; Muchas gracias y Corazón callejero.
En 1997 Diomedes y Zuleta grabaron Mi biografía con el tema Entre placer y penas de Diomedes y las canciones Esta voz es para siempre de Hernán Urbina Joiro; Yo vivo para quererte de Armando Arredondo Daza; ¿Qué hubo, Linda? de Fabián Corrales; Bajo el palo e' mango de Leandro Díaz; Otra piedra en el camino de José Alfonso "El Chiche" Maestre; El indio de Freddy Molina; Sin saber que me espera de Luis Egurrola; Esos ojos negros de Iván Ovalle; Mi biografía de Calixto Ochoa; No tengo la culpa de Poncho Cotes Jr y Eras mi vida de Reinaldo Díaz.
En esta época Diomedes grabó el tema Ron pa' to' el mundo con el salsero Joe Arroyo para el álbum Súper Bailables del Año bajo el sello Sony Music. En este álbum fue publicado nuevamente el tema ¿Qué hubo, Linda? interpretado por Diomedes y Zuleta en el álbum Mi biografía.
En 1997 Diomedes interrumpió su carrera musical por el escándalo que rodeó la muerte de Doris Adriana Niño, sufrió la enfermedad del Guillain-Barré y estuvo prófugo de la justicia.
El álbum Volver a vivir fue grabado en 1998 por Diomedes y Zuleta con los temas Volver a vivir y Puro amor de la autoría de Diomedes; A un cariño del alma de Hernán Urbina Joiro; Nadie más como tú de Jorge Valbuena; Caracoles de colores de Aníbal Velásquez Hurtado; Sueños y vivencias de Efrén Calderón; Espejismo de Marciano Martínez; Las verdades de mi vida de Luis Egurrola; Tira la primera piedra de Fabián Corrales; la canción El esqueleto del compositor Calixto Ochoa; Dos corazones de Armando Arredondo y La otra mitad de mi vida del compositor José Alfonso "El Chiche" Maestre.
Según Iván Zuleta, Diomedes y él lograron vender dos millones y medio de copias en sus cinco producciones musicales, recibiendo un disco de diamante, 35 discos de platino, 10 séxtuplo de platino.

### Franco Argüelles (1999)
En 1999, estando prófugo de la justicia por el caso de Doris Adriana Niño, sus abogados, en cabeza de Evelio Daza, lograron que la justicia exonerara temporalmente de la medida de aseguramiento contra Diomedes alegando que el cantante padecía el síndrome de Guillain-Barré. Diomedes fue recluido en su casa en Valledupar, en vez de una celda en prisión.
A finales de 1999, Diomedes grabó en su casa, el álbum Experiencias vividas junto al acordeonero Franco Argüelles, con una canción de su autoría titulada Experiencias vividas y Franco con su composición Lo que no hago yo; además incluyeron los temas: Cabeza de hacha de Cristino Tapia; Ilusiones de Luis Egurrola; María Espejo de César Castro; Nace un cariño del compositor Efrén Calderón; Delirio del compositor Gustavo Gutiérrez Cabello; Harán la historia de Roberto Calderón; La inconforme de Alberto Rada; Color de rosa de Edilberto Daza; Que me coma el tigre de Eugenio García y la canción Detrás de tu vida de Armando Arredondo Daza.
Un saludo al coronel Ciro Hernando Chitiva, comandante de la Policía en el Cesar causó polémica, debido a los problemas judiciales que afrontaba Diomedes y la efusividad que el cantante mostró en un saludo vallenato en la canción Cabeza de hacha y en la que lo menciona "Mi coronel Ciro Hernando Chitiva: ¡insignia nacional!".
A mediados de 2000, un perito de la Fiscalía General de la Nación, determinó que Diomedes se había recuperado de los padecimientos relacionados al síndrome de Guillain-Barré por lo que debía volver a la cárcel, pero antes de ser capturado Diomedes se fugó. Diomedes se refugió en tres fincas "Las Nubes" y "La Virgen del Carmen" de su propiedad y en otra llamada "El Limón" de su exmánager, el empresario y exconcejal de Valledupar, Joaquín Guillén. En el momento, en la zona hacían fuerte presencia las agrupaciones paramilitares bajo las Autodefensas Unidas de Colombia (AUC), por lo que se afirmó que Diomedes estaba bajo la protección de la organización al margen de la ley, también sus fanáticos guardaban silencio y no reportaban sus avistamientos del artista en la región.

### Cocha Molina (2002)
En 2002, Diomedes y "El Cocha" volvieron a unirse y grabaron el álbum Gracias a Dios con las canciones: El escorpión de Víctor Salamanca; Recordándote de Jorge Celedón; Águila de la autoría de José Alfonso "El Chiche" Maestre; Mentiras de la gente de Gustavo Calderón; Los cambios de la Luna de Rafael Díaz; el tema Hija de Hernán Urbina Joiro; Detrás del mar de Jacinto Leonardi Vega; El ausente de Aníbal Velásquez Hurtado; Lo mismo de ayer de Marciano Martínez y Aquí estoy de Fabián Corrales; Diomedes grabó tres temas de su autoría: Mujer del alma, Gracias a Dios y Consuelo.

### Juancho de la Espriella (2003)
Estando preso, en 2003 Diomedes grabó el álbum Pidiendo vía junto al acordeonero Juancho De la Espriella, quien se tomó un tiempo aparte de su compañero Silvestre Dangond para realizar la producción discográfica.
Diomedes grabó su voz en un cuarto que permitieron usar dentro de las instalaciones de la Cárcel Penitenciaria y Judicial de Valledupar durante tres días y la grabación del álbum duró entre dos y tres meses en unos estudios a pocas cuadras de la cárcel y estuvo a cargo de Juancho y los demás integrantes de la agrupación musical de Diomedes.
De la Espriella aseguró sobre Diomedes:

"Nunca me cambió ningún arreglo, ni me puso un pero, se emocionaba cuando yo tocaba y me decía: 'mire cómo se me ponen los vellitos'. En ese entonces (2002) la idea era hacer un proyecto con varios acordeoneros, pero finalmente terminó escogiéndome a mí. Me dijo “Yo le pongo mis 29 años de vida artística en sus manos”.
- Juancho De la Espriella

En el álbum incluyeron dos temas de Diomedes titulados La mujer mía y A mitad del camino; Otro adiós es morirme del compositor Alberto "Tico" Mercado; Cundé cundé de Félix Butrón; Nada igual a ella de Gustavo Calderón; Pueda ser que no me extrañes de Omar Geles; La veterana de Edilberto Daza; la canción Pidiendo vía de Dagoberto "El Negrito" Osorio; Cuando no estás tú de Reinaldo "El Chuto" Díaz; Yo soy el enamorado de Edilberto Altamar; la canción Las gemelas del compositor Calixto Ochoa y Triste y confundido del Marciano Martínez.

### Franco Argüelles (2005)
En 2005, Diomedes y Franco Argüelles grabaron el álbum De nuevo con mi gente grabado con dos temas de Diomedes; los temas: Siempre serás mi novia y El perdón; un tema de Argüelles titulado El amor de las mujeres; La irremplazable del compositor Edilberto Daza; la canción La envidia de la autoría de Dagoberto "El Negrito" Osorio; Cuando falte yo de Reinaldo "El Chuto" Díaz; No puedo vivir sin ti de Omar Geles; La sanguijuela de Calixto Ochoa; ¿Quién te calentó el oído? de Juan Manuel Pérez; Acércate a mí de Alberto Rada; Pachito e'ché de Álex Tovar; ¿Quién dijo? del compositor Marciano Martínez y Bonus Track pistas de Canta conmigo': La irremplazable, No puedo vivir sin ti, ¿Quién te calentó el oído? y Pachito e'ché.
El 19 de noviembre de 2005 la Gobernación del Valle del Cauca y la Alcaldía de Cali vetaron a Diomedes Díaz después de que el cantante consumiera cocaína mientras realizaba una presentación en la plaza de toros de Cali. Por su parte, Germán Ortegón, empresario artístico de Diomedes Díaz, explicó que la supuesta bolsa de cocaína no era más que una estampilla de la Virgen del Carmen que le pasó alguien del público. El incidente fue considerado como un aviso por la administración local a otros intérpretes. Esta clase de escándalos fueron frecuentes en la vida del artista.
El 22 de febrero de 2006, en Santa Marta, según Johnny Bennedetti, quien contrató a Diomedes Díaz, el cantante no apareció para una presentación que se realizaría en la caseta "La Tremenda", causando disturbios hasta casi destruir el local. Según el representante del artista, José Zequeda, la persona responsable de la presentación no realizó el pago puntualmente como fue acordado.

### Iván Zuleta (2007)
En 2007 Diomedes volvió a grabar con el acordeonero Iván Zuleta álbum llamado La voz. Diomedes y Zuleta incluyeron los temas El jean del compositor Pablo Amaya; Perita en dulce del cantautor Fabián Corrales; la canción Después de pascua de Carlos Huertas Gómez; Por amor de Marcos Díaz; Noches sin lucero de Rosendo Romero; La primera palabra de Calixto Ochoa; Deja la duda de Jorge Mario Gutiérrez; Momentos de amor de Fernando Meneses Romero; Lengua sanjuanera de Rafael Escalona; El amor que soñé de Reynaldo “El Chuto” Díaz; La distancia del cantautor y acordeonero Alfredo Gutiérrez, mientras que Diomedes incluyó dos canciones de su autoría llamados Las vainas de Diomedes y No se molesten.
La repentina separación entre Diomedes y Zuleta se dio cuando Iván Zuleta decidió formar pareja musical con el cantante Iván Villazón, quien se separó de Saúl Lallemand, lo que generó el enojo de Diomedes y la generación de varios versos que causaron pique entre ambas agrupaciones, pero en el sentido amistoso del folclor vallenato. Diomedes se unió al acordeonero Alvarito López. En presentaciones que realizaron juntos las dos agrupaciones, Diomedes llamaba "Los tal-Ivanes" a la nueva dupla de Iván Villazón e Iván Zuleta.

### Álvaro López (2009-2013)
En 2009, Diomedes grabó junto a Alvarito López el álbum Listo pa' la foto que fue ganador del premio Grammy Latino 2010. Diomedes y Alvarito vencieron a los otros nominados; Omar Geles y Alex Manga	con el álbum Prueba superada; a Jorge Oñate y Cristian Camilo Peña con Te dedico mis triunfos; a Poncho Zuleta y Cocha Molina con El nobel del amor; y al Binomio de Oro de Israel Romero con Vuelve y pica... el Pollo. El álbum incluyó los temas A un ladito del camino de Gustavo Gutiérrez Cabello; La engancha' del compositor "Mine" Martínez; la canción Listo pa' la foto de Aurelio Núñez; Del rey es la reina de Luis Durán Escocia; Mal de amor de Alejandro Durán; Para hacerte feliz del compositor Jorge Valbuena; La que quiera irse de Rafael Díaz; Principio y final de Edilberto Daza; Me busco otra de Romualdo Brito; la canción El bachiller del compositor Rafael Escalona; Señor maestro de la autoría de Diomedes Díaz y Con calma y paciencia de Marciano Martínez.
También en 2009, Diomedes grabó un álbum con dos CD titulados Celebremos juntos al lado de varios cantantes y acordeoneros como homenaje a su vida musical. La canción de Diomedes, El espejo fue grabada por Diomedes con Álvaro López; la canción Gaviota herida del compositor Efrén Calderón fue interpretada a dúo con Silvestre Dangond y con un pregrabado del acordeón de Juancho Rois. El tema Compadre querido del compositor José Coronado fue grabada a dúo por Diomedes con el cantante Jorge Celedón y Jimmy Zambrano en el acordeón. Su composición Mi Muchacho fue grabada a dúo con su hijo Rafael Santos, y Colacho Mendoza y Álvaro López en acordeones. El tema Ven conmigo de Luis Egurrola) lo grabó a dúo con Felipe Peláez y un pregrabado de Juancho Rois en el acordeón. En la canción Tres canciones, de su autoría, Diomedes cantó a dúo con el cantautor Jean Carlos Centeno y Elberto López y Álvaro López en los acordeones. La canción Gracias a Dios de su autoría fue grabada a dúo con Silvestre Dangond y un pregrabado del acordeón de Juancho Rois. El tema de Rosendo Romero llamado Fantasía fue grabado por Diomedes a dúo con Jorge Celedón y en el acordeón Jimmy Zambrano. El tema Déjame llorar de Reinaldo Díaz fue grabado por Diomedes a dúo con Felipe Peláez y el acordeón de Luis Guillermo Zabaleta. Su canción Mi Ahijado la grabó a dúo con Jean Carlos Centeno y un pregrabado del acordeón de Juancho Rois. Los temas Tu Serenata y Conmigo se te va a da Diomedes los grabó a dúo con Andrés Acosta Jaramillo "Gusi" y el acordeón de Beto Murgas Jr de la agrupación Gusi & Beto. La composición de Omar Geles La falla fue tuya, Diomedes las grabó a dúo con el cantante Nelson Velásquez y un pregrabado del acordeón de Juancho Rois. Tamabién con Nelson, Diomedes grabó el tema Felicidad Perdida. La canción El legado de la autoría de Rafael Santos fue cantada por el mismo Rafael Santos y el acordeón de Carlos Cotes, sin participación de Diomedes.
Incluyó también un Mosaico con los temas Ya viene amaneciendo y Las cajas que Diomedes interpretó a dúo con Martín Elías. Con el cantante Silvestre Dangond cantó a dúo los temas Romántico y Hasta el Final de la vida. La canción Sin medir distancias la grabó a dúo con Jorge Celedón, mientras que las canciones Ilusiones y Amarte más no pude las cantó con su hijo Rafael Santos. Con Felipe Peláez, Diomedes interpretó la canción Sin Saber Que Me Espera. 
En 2011, Diomedes y Alvarito grabaron la producción musical titulada Con mucho gusto que incluyó las canciones Con mucho gusto de Omar Geles; El pajuate de Aurelio Núñez; Caray del cantante mexicano Juan Gabriel; Más allá del cielo de José Alfonso “El Chiche” Maestre; el tema La semillita de su hermano Rafael Díaz Maestre; Amor total del compositor Jacinto Leonardy Vega; Mi compañera de Emiliano Zuleta; Que me mate el dolor de Máximo Móvil; Tal como soy de Luis Egurrola; El profeta de Edilberto Daza; Gaviota del compositor Crispín Gutiérrez y Las vueltas de la vida, composición de Calixto Ochoa. Diomedes por su parte incluyó una canción de su autoría titulada Amor bogotano.
Diomedes grabó varios temas en octubre de 2012 para Fiesta Vallenata, pero el álbum no fue publicado.
Diomedes y Alvarito López volvieron a grabar en 2013, publicando el álbum La vida del artista. Este álbum incluyó los temas: No llores mama del compositor Rodolfo Barliza; la canción Que vaina tan difícil de Omar Geles; Aquí está lo tuyo de Rolando Ochoa; Hasta el fin del fin de Chema Moscote; El hermano Elías de la autoría de Diomedes; Ni amigos, ni novios de Romualdo Brito; Maduré del hermano de Diomdes, Rafael Díaz Maestre; Ay la vida del compositor Marciano Martínez; El humilde viajero de Edilberto Daza; La vida del artista de Máximo Móvil; Un ramito de olvido de Aurelio "Yeyo" Núñez; Por dos mil siglos del compositor José Alfonso "El Chiche" Maestre y la canción El mismo de siempre de Armando Morelli Socarrás.
Durante este año se viralizó el video de la entrevista que el periodista Ernesto McCausland le hizo a Diomedes en 1991 sobre la muerte y el trasfondo relacionada con la canción de su autoría titulado Mi ahijado. En la entrevista Diomedes habló filosóficamente sobre la vida y la muerte, y profetizó su entierro. El video fue subido a Youtube en 2008 por el periodista, y paulatinamente se popularizó masivamente con memes de Internet y otras parodias en 2013.
Entre las citas de Diomedes figuró:

Pero yo sí sé que a mí me afectaría más la muerte mía… Si yo supiera que uno sirviera más muerto que vivo, yo me muriera hoy, pero no sé, Ernesto, no sé. Imagínate: enterrao uno debajo de la tierra y con esos calores que hacen ahora... Claro, sí pinto mi entierro: bonito, y el cajón allá en el medio, los gamines vendiendo chicle, la viuda con pastilla pa’ que no llore porque ya tiene plata”.
-Diomedes Díaz.

Un mes antes de morir, Diomedes finalizó la grabación del álbum Entre Díaz y canciones el 28 de noviembre de 2013 con la colaboración de sus hijos Martín Elías y Rafael Santos Díaz, Alvarito López, Juancho De la Espriella, "El Cocha" Molina, Rolando Ochoa y Carlos Huertas Jr.
Este CD fue publicado bajo el sello Sony Music el 26 de mayo de 2015 y alcanzó 20 mil copias vendidas en el lanzamiento.

## Vida personal
Nacido en la finca Carrizal del corregimiento de La Junta del municipio de San Juan del Cesar. En los primeros años de juventud y de adultez su vida personal estuvo marcada por inestabilidad familiar, polémicas amistades, altibajos con el consumo de alcohol y drogas, accidentes, líos financieros y judiciales, en especial la muerte en extrañas circunstancias de Doris Adriana Niño y problemas de salud. Profesó amor por sus hijos más allegados y narró parte de su vida a través de sus composiciones.
De extracción humilde campesina, creció en la pobreza y logró amasar una gran fortuna. Fue desprendido del dinero que le entraba por concepto de regalías de discos compactos, presentaciones en vivo, venta de saludos vallenatos en sus discos, de regalos que le daban narcotraficantes, fanáticos pudientes y ganancias que recibía de sus fincas y otras inversiones personales.
Era generoso con sus seguidores y extraños cuando le nacía, sin embargo, debido a demandas alimentarias por sus numerosos hijos, líos e incumplimientos legales gastó mucha de su fortuna en litigios judiciales. Tampoco faltaron personas que se aprovecharon de la cercanía y confianza con Diomedes para sacarle grandes sumas de dinero.
Díaz era devoto ferviente de la Virgen del Carmen, algo que remarcaba en sus grabaciones y presentaciones en vivo, además prometió hacerle una iglesia, sin embargo murió antes de cumplir esta promesa.
Debido a sus constantes incumplimientos e inasistencias a conciertos, entrevistas y otros compromisos fue apodado "No vienes Díaz". Otro apodo que le dieron sus fanáticos fue el de "El papá de los pollitos" en referencia a sus numerosos hijos cantantes, pero luego este apodo pasó a ser referencia a los demás cantantes del vallenato, en especial a los "nueva ola" o nueva generación.

### Familia
Sus abuelos maternos fueron Manuel José Maestre y Eufemia Hinojosa.
Diomedes nació el 26 de mayo de 1957 en el corregimiento de Carrizal, en La Junta (La Guajira), en el hogar de Rafael María Díaz y Elvira Maestre Hinojosa "Mamá Vila", de cuya unión nacieron diez hijos; cinco hombres y cinco mujeres.
Sus hermanos fueron: Gloria María "Golla", Rafael Gregorio, Avelina del Carmen "Chama", Rosa Leonor "Ocha", Abel Antonio, Elizabeth "Icha", Elver Augusto, Juan Manuel y Elvira Luz Díaz Maestre.
Diomedes Díaz mantuvo relaciones sentimentales con varias mujeres, con once de las cuales tuvo 28 hijos reconocidos. Las siguientes fueron las mujeres con quien Diomedes tuvo hijos reconocidos:
Christopher Carrillo Ramón aseguró ser hijo de Diomedes y Jacqueline Ramón, la última esposa del cantante Joe Arroyo, aunque este reclamo nunca fue reconocido por Diomedes. Christopher lleva el apellido del primer esposo de Jacqueline, Javier Carrillo.

#### Muerte de Martín Maestre
Diomedes estuvo involucrado en el accidente en el que murió su tío y mentor Martín Maestre el 1 de agosto de 1979. Diomedes conducía una camioneta que chocó contra una pila de arena en medio de la vía, en el lugar donde se construiría la rotonda con el monumento "Mi pedazo de Acordeón", al norte de Valledupar. El grupo de personas en la camioneta provenían de Patillal, donde habían estado en una parranda. Martín perdió la vida al salir disparado del vehículo y golpear el suelo con su cabeza violentamente, mientras que Diomedes y otros acompañantes resultaron heridos.
En honor a su tío, Diomedes bautizó a uno de sus hijos con su nombre; Martín Elías. quien irónicamente murió en un accidente automovilístico en las mismas circunstancias que su tío Martin Maestre, ambos a los 26 años de edad.

#### Síndrome de Guillain-Barré
En abril de 1998, Diomedes sufrió adormecimiento de partes de su cuerpo mientras estaba en Bogotá preparando la grabación de una producción musical. Diomedes fue hospitalizado y los análisis mostraron un resultado positivo por cocaína, pero que este no estaba relacionado con el diagnóstico del síndrome de Guillain-Barré que los médicos determinaron.
Diomedes fue tratado por el cardiólogo Rony López y los fisioterapeutas Carlina de Pantoja y Antonio Bolaño Mendoza, quienes le aplicaron terapias físicas y respiratorias, mientras que el proceso de recuperación se llevó a cabo en Valledupar donde el clima cálido ayudó al tratamiento.

### Controversias

#### Muerte de Doris Adriana Niño
A la medianoche del miércoles 14 de mayo de 1997, Doris Adriana Niño García, de 27 años, quien sostenía una relación sentimental con Diomedes Díaz, se trasladó al apartamento de éste en el barrio San Patricio (Usaquén), en compañía de un escolta de Díaz. Algunos ocupantes del apartamento consumieron bebidas alcohólicas y cocaína. En el lugar se encontraba en ese momento Luz Consuelo Martínez, con quien Díaz también sostenía una relación amorosa y quien al parecer estaba embarazada de él. Aquella madrugada, Niño García perdió la vida.
El 15 de mayo, un campesino encontró el cadáver abandonado de Niño García en la zona rural de Cómbita (Boyacá) y dio aviso a las autoridades. La Fiscalía pensó que se trataba de una prostituta de la región.
La periodista Sandra Grijalba del programa Historias Secretas del Canal RCN, descubrió que dicho cadáver era el de Niño García. Un hermano de la víctima acudió al programa para reportar la desaparición y el caso fue tratado en televisión nacional. El programa presentó fotografías de Doris Niño que fueron reconocidas por un televidente que se comunicó por teléfono con Grijalba para indicarle que en Tunja habían sepultado a una mujer similar. La jefa de prensa de Medicina Legal autorizó a Grijalba para que observara las fotografías de alias "Sandra", nombre dado al cadáver sin identificar. Según relató la periodista, "Era Doris Adriana Niño. No había duda".
La causa de la muerte de Niño García fue plenamente establecida. Inicialmente, el Instituto de Medicina Legal concluyó que Niño García murió aproximadamente a las tres horas del jueves 15 de mayo, a consecuencia de un paro cardiorrespiratorio, provocado por una sobredosis de cocaína. Sin embargo, dicho instituto cambió después el dictamen, señalando asfixia mecánica como causa de la muerte. Por este motivo fueron condenados el cantante y dos de sus guardaespaldas.
El fallo proferido por el juez 46 penal de Bogotá declaró a Diomedes Díaz culpable de homicidio preterintencional. Esto quería decir, según consta en la sentencia, que Díaz usó la fuerza contra Niño García cuando, intentando controlarla o acallarla, le tapó la nariz y la boca con su mano, lo que le ocasionó a la postre la muerte por asfixia. Para el juez del caso, Díaz era consciente de que con su acción iba a hacerle daño a Niño García pero no tenía la intención de asesinarla.
Por estos hechos, Diomedes Díaz fue condenado a doce años de prisión por el delito de homicidio; sin embargo, un juez redujo su condena a 6 años, de los cuales cumplió 3 años y 7 meses en arresto domiciliario, recibiendo luego libertad condicional. En 2007, Díaz pagó una indemnización equivalente a 67.000 dólares a la familia de Niño García. El abogado defensor de Díaz dijo que el dinero fue depositado por concepto de daños morales y materiales.

#### Accidente en Badillo
En octubre de 2012, Diomedes sufrió un accidente automovilístico cuando iba con su conductor Luis Carlos Hinojosa desde Valledupar con rumbo a su finca "Las Nubes" en el corregimiento de Badillo. Una versión afirmó que una vaca se atravesó en el camino causando el fuerte choque. El carro marca Toyota Prado de placas CVD 838 en el que iba el cantante se volcó en una cuneta. Otra versión aseguró que Diomedes estaba en estado de embriaguez y había obligado a su conductor a que le diera las llaves del carro porque él quería conducir.
Diomedes y su acompañante fueron llevados de urgencia a un centro asistencial en Valledupar. Ante las complicaciones de salud Diomedes fue trasladado a Bogotá donde fue operado y logró recuperarse.

## Muerte
Diomedes Díaz murió en la ciudad de Valledupar el domingo 22 de diciembre de 2013 a causa de un paro cardiorrespiratorio a las 18:15,  cuando se encontraba descansando en su cama. Según su compañera sentimental, Luz Consuelo Martínez, Díaz se encontraba durmiendo y Consuelo se percató de que el artista no se movía, por lo que llamó una ambulancia y fue trasladado a una clínica donde se confirmó que su muerte fue por causas naturales. Fue sepultado en un multitudinario funeral el miércoles 25 de diciembre en el cementerio Jardines del Ecce Homo de Valledupar.
Su última aparición en público fue el viernes 20 de diciembre de 2013, dos días antes de su muerte. Diomedes Díaz cantó en la discoteca Trucupey de Barranquilla, hasta donde llegó con su agrupación musical. Tras su fallecimiento se iniciaron varias disputas legales por su herencia.

## Premios y nominaciones

### Premios Grammy Latinos
| Año  | Categoría                    | Álbum                  | Resultado |
| ---- | ---------------------------- | ---------------------- | --------- |
| 2009 | Mejor álbum cumbia/vallenato | Celebremos Juntos      | Ganador   |
| 2010 | Mejor álbum cumbia/vallenato | Listo Pa' La Foto      | Ganador   |
| 2012 | Mejor álbum cumbia/vallenato | Con Mucho Gusto, Caray | Ganador   |
| 2014 | Mejor álbum cumbia/vallenato | La vida Del Artista    | Ganador   |

### Congos de Oro
Otorgado en el Festival de Orquestas del Carnaval de Barranquilla:
| Año  | Trabajo nominado | Categoría | Resultado |
| ---- | ---------------- | --------- | --------- |
| 1983 | Diomedes Díaz    | Acordeón  | Ganador   |
| 1990 | Diomedes Díaz    | Vallenato | Ganador   |

## Televisión
Entre 2008 y 2010, su canción Bonita fue la banda sonora de la telenovela colombiana Oye, bonita. El personaje "Monchi Maestre" interpretado por el actor Karoll Márquez, fue basado en Diomedes Díaz.
En 2011, Diomedes fue personificado brevemente en la telenovela El Joe, la leyenda, en la escena en que graba la canción Ron pa' to' el mundo con Joe Arroyo.
De 2012 a 2013 Caracol Televisión emitió la telenovela Rafael Orozco, el ídolo, en la que su hijo Rafael Santos Díaz interpretó el papel de "Dionisio Maestre", personaje basado en él.
En 2015, el canal RCN emitió la telenovela Diomedes, el Cacique de La Junta, basada en la vida del cantante. Protagonizada por Orlando Liñán como Diomedes Díaz y Kimberly Reyes como su esposa (Lucía Arjona/Patricia Acosta).
En 2017 Rafael Santos Díaz volvió a interpretarlo como «El Cacique» en la telenovela de Caracol Televisión Tarde lo conocí, basada en la vida de la cantante y compositora colombiana Patricia Teherán.
En 2019, fue representado por Francesco Chedraui en la telenovela de Caracol Televisión El hijo del Cacique basada en la vida de su hijo Martín Elías.